# Польчане (община)
Община Польчане (словен. Občina Poljčane) — одна з общин Словенії. Адміністративним центром є місто Польчане.
Община була створена 1 березня 2006, виділивши з общини Словенська Бистриця.

## Населення
У 2011 році в общині проживало 4554 осіб, 2154 чоловіків і 2400 жінок. Чисельність економічно активного населення (за місцем проживання), 1687 осіб. Середня щомісячна чиста заробітна плата одного працівника (EUR), 789,08 (в середньому по Словенії 987.39). Приблизно кожен другий житель у громаді має автомобіль (42 автомобілі на 100 жителів). Середній вік жителів склав 44,0 роки (в середньому по Словенії 41.8). 